# جک و داکستر: میراث پیشروان
جک و داکستر: میراث پیشروان (به انگلیسی: Jak and Daxter: The Precursor Legacy) یک بازی ویدئویی به سبک سکوبازی است که توسط ناتی داگ توسعه یافته و به‌وسیلهٔ سونی کامپیوتر انترتینمنت در ۳ دسامبر ۲۰۰۱ به‌طور انحصاری برای کنسول پلی‌استیشن ۲ منتشر شده‌است. میراث پیشروان به عنوان اولین قسمت در مجموعه بازی‌های جک و داکستر به‌شمار می‌رود.
داستان بازی دربارهٔ دو دوست به نام‌های جک و داکستر و ماجراجویی آن‌ها در جزیرهٔ میستی است. در این بین جک به‌طور اتفاقی داکستر را درون استخر «دارک اکو» می‌اندازد که او را تبدیل به یک موجود ترکیبی شبیه به سمور آبی و راسو می‌کند. جک نیز برای جبران کار خود تلاش می‌کند به دوست خود کمک کند.بازی دارای مأموریت‌های فراوان، بازی‌های جانبی و همچنین شامل معما و عناصر سکوبازی زیادی می‌باشد.
میراث پیشروان به محض انتشار با واکنش‌های مثبتی از سوی منتقدان همراه بود، که تنوع در بازی را مورد تحسین قرار دادند. بسیاری از منتقدان بر این عقیده بودند که بازی از بهترین گرافیک در زمان عرضه برخوردار بود. بازی تا سال ۲۰۰۸، بیش از ۴ میلیون نسخه در سراسر جهان به‌فروش رساند. در سال ۲۰۱۲، نسخه‌ای بازسازی شده تحت عنوان مجموعه جک و داکستر برای کنسول پلی‌استیشن ۳، و سال ۲۰۱۳ برای پلی‌استیشن ویتا سازگار شد.